# Лихачёвское сельское поселение (Архангельская область)
Лихачёвское се́льское поселе́ние или муниципальное образование «Лихачёвское» — упразднённое муниципальное образование со статусом сельского поселения в составе Устьянского муниципального района Архангельской области России.
Соответствовало административно-территориальной единице в Устьянском районе — Лихачёвскому сельсовету.
Административный центр — посёлок Мирный.

## География
Сельское поселение находится на юго-востоке Устьянского муниципального района на реках Устья и Утюкса, северо-западнее посёлка Кизема.

## История
Муниципальное образование было образовано законом от 23 сентября 2004 года.
В сентябре 2022 года сельское поселение и остальные поселения муниципального района были упразднены и преобразованы путём их объединения в Устьянский муниципальный округ.
В 1931 году 2-й Семёновский сельсовет Черевковского района был переименован в Лихачёвский. В сентябре 1959 года в состав Устьянского района были переданы Бритвинский и Лихачёвский сельсоветы Черевковского района.

## Население
| 2006 | 2010 | 2011 | 2012 | 2013 | 2014 | 2015 |
| ---- | ---- | ---- | ---- | ---- | ---- | ---- |
| 702  | ↘686 | ↘683 | ↘637 | ↘596 | ↘573 | ↘558 |
| 2016 | 2017 | 2018 | 2019 | 2020 | 2021 |      |
| ↘521 | ↘494 | ↘473 | ↘451 | ↘427 | ↘340 |      |

## Населённые пункты
На территории поселения находятся населённые пункты:
- Бритвино
- Илатово
- Казово
- Лихачёво
- Мирный
- Михалёво
- Первомайский

### Карты
- [mapp38.narod.ru/map1/index89.html Топографическая карта P-38-89,90. лесопункт Квазеньга]
- [mapp38.narod.ru/map1/index101.html Топографическая карта P-38-101,102. Кизема]